# Strobisia iridipennella
Strobisia iridipennella is een vlinder uit de familie van de tastermotten (Gelechiidae). De wetenschappelijke naam van de soort is voor het eerst geldig gepubliceerd in 1860 door Brackenridge Clemens. Kenmerkend voor deze soort zijn de drie metallisch blauwe of blauw-violette schuine strepen op de voorvleugels, die donkerbruin zijn met een groen-gouden schijn.